# Фор (народ)
Фор (фур. fòòrà, араб. فور; фур) - група народів, що живуть, переважно, в західній частині Республіки Судан, в гірській місцевості Джабаль Марра (регіон Дарфур), а також в Республіці Чад. Чисельність - понад 500 000 осіб на 1983, 745 000 осіб по оцінці на 2004. Мова фур - конджара, відноситься до фурської сім'ї ніло-сахарської макросім'ї, частина народу володіє діалектами арабської як державною.  Релігія - мусульмани-суніти зі збереженням у різних підгруп предківських культів.
Фор становили етнічну основу дарфурського султанату (XVI століття - 1916). Основні заняття: іригаційне землеробство (рис, городні культури, бавовна), розведення великої рогатої худоби, овець, верблюдів. У минулому була високо розвинена обробка металу.
В даний час фур піддаються дискримінації і геноциду з боку кочівників - джанджавідів, що мігрують з північного Судану, де пустеля поглинає раніше придатні до проживання землі (див. статтю «Дарфурський конфлікт»).